# المنصورية (تيمي)
المنصورية هو أحد قصور بلدية أولاد أحمد تيمي بدائرة أدرار التابعة لولاية أدرار بالجنوب الغربي الجزائري.

## السكان
يسكن قصر المنصورية الشرفاء أولاد الحاج صالح ويتبعون الطريقة الطيبية.

## النشاط الفلاحي
يعمل أغلب سكان قصر المنصورية في الفلاحة التي يغلب عليها غرس النخيل ويستعمل السكان تقنية الفقارة لتوفير المياه للسقي، نجد بالمنصورية ثلاث فقارات هي:

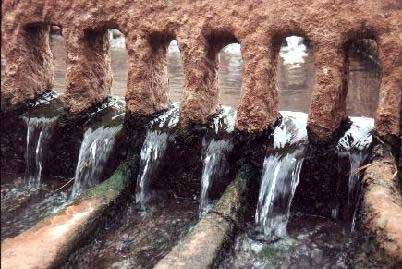
قصري لتقسيم ماء الفقارة

| اسم الفقارة | عدد الآبار |
| ----------- | ---------- |
| بوسهيل      | 60         |
| الغازي      | 120        |
| أوفيان      | 250        |

## الأعلام
1. الشيخ سيدي لحسن: وهو ولي صالح له ضريح بالمنصورية وتقام له زيارة سنوية.[2]